# Dolie-Gletscher
Der Dolie-Gletscher (bulgarisch ледник Долие lednik Dolie) ist ein 9,5 km langer und 2,4 km breiter Gletscher auf der Pernik-Halbinsel an der Loubet-Küste des Grahamlands auf der Antarktischen Halbinsel. Er fließt südwestlich des McCance-Gletschers und nordöstlich des Blagun-Gletschers zwischen dem Hodge Ridge und dem Liebig Peak zum Wilkinson-Gletscher.
Britische Wissenschaftler kartierten ihn 1976. Die bulgarische Kommission für Antarktische Geographische Namen benannte ihn 2015 nach der Ortschaft Dolie im Süden Bulgariens.